# Cortadillo (dulce español)
El cortadillo es un dulce típico de las provincias de Huelva, Cádiz, Sevilla, y la ciudad autónoma de Melilla, en el sur de España. Consiste en una masa de harina, manteca, azúcar, ralladura de limón y canela molida, que se rellena con cabello de ángel, que son las fibras caramelizadas de un tipo de calabaza llamada cidra. Es un postre ligado a la gastronomía de conventos y la dulcería tradicional navideña.
Los de Melilla, en vez de cabello de ángel se rellenan con crema, y en vez de manteca de cerdo se usa margarina vegetal, para abastecer también a la población musulmana local (véase ḥalāl).

## Origen
La primera fábrica dedicada a la producción de los cortadillos de cidra fuera de los conventos se estableció en el municipio de Écija, donde se cree que son originarios los cortadillos. Esta empresa es San Martín de Porres. En Melilla, la principal casa productora es La Casita de Chocolate.

## Preparación
La harina de fuerza, la manteca de cerdo, el azúcar, la ralladura de limón y la canela molida se mezclan hasta formar una masa pastosa. La mitad de la masa se extiende de forma más o menos rectangular sobre una superficie enharinada, y encima se agrega una capa de cabello de ángel. La otra mitad de la masa se extiende y se coloca encima. Se cortan los bordes y se cuece en el horno poco menos de una hora.
La forma final de presentarse el cortaíllo es espolvoreando azúcar glas y luego cortándolo con la forma y tamaño de una ficha de dominó, o un poco más grande.